# José Legrá
José Legrá Utría (Baracoa, 19 aprile 1943) è un ex pugile cubano naturalizzato spagnolo.
È stato Campione europeo e due volte Campione del Mondo dei pesi piuma (1968-1969 e 1972-1973).

## Biografia

### Carriera tra i dilettanti
Si forma e debutta pugilisticamente a Cuba. Il suo palmarès da dilettante è di 22 combattimenti vinti su 23 disputati. Dalla sua città natale di Baracoa si sposta a L'Avana per diventare professionista, a soli diciassette anni.

### Carriera tra i professionisti
Nei suoi primi combattimenti a Cuba somma nove vittorie, un pareggio e due sconfitte. Successivamente il governo comunista cubano sopprime lo sport professionistico e Legrá non può più combattere nel suo paese. Dopo aver boxato per circa due anni in Messico e una volta negli Stati Uniti, nel 1963 abbandona il paese ed emigra in Spagna. In Spagna, sotto le cure di Kid Tunero, prosegue la sua carriera che sarà coronata dai maggiori successi, grazie a una boxe agile e elegante.
Nel 1965, a Blackpool, incontra il Campione d'Europa in carica, Howard Winstone, in un match senza titolo in palio perché Legrá è ancora cittadino cubano. Winstone si aggiudica il match ai punti in dieci riprese.
Legrá ottiene la cittadinanza spagnola nel 1966.
Nel 1967 viene designato a combattere contro il francese Yves Desmarets per il titolo europeo lasciato vacante da Howard Winstone in vista della sua sfida mondiale. L'ispano-cubano vince per KO al terzo round.
Otto mesi dopo, acquisisce il diritto a combattere per il titolo mondiale. Il combattimento è teletrasmesso in diretta dalla prima rete della TVE. Il 24 luglio 1968, alla Coney Beach Arena di Porthcawl, José Legrá batte nella sua "tana" il gallese Winstone per Ko tecnico. L'arbitro aveva fermato l'incontro al quinto round constatando che il detentore, a causa di una consistente ferita all'occhio sinistro, non era più in grado di continuare.  Alla fine del match, i tifosi spagnoli invadono il ring e lo elevano sulle loro spalle. Ancorché naturalizzato, Legrá è il secondo spagnolo a indossare la cintura di Campione del Mondo dopo il peso gallo Baltasar Sangchili (1935-1936).
Il 21 gennaio 1969 a Londra, alla prima difesa, Legrá perde ai punti il titolo mondiale con l'australiano Johnny Famechon. Sei mesi dopo, a Inglewood, cede ai punti in dieci riprese al rientrante ex Campione del Mondo Vicente Saldívar la potenziale semifinale per il titolo
Successivamente, nel 1970, torna ad essere campione di Europa, battendo a Madrid l'italiano Tommaso Galli in un'unica serata organizzata dal popolare attore Tony Leblanc dove si disputano due titoli continentali. Difende vittoriosamente il titolo europeo cinque volte, contro Jimmy Revie (ai punti), Giovanni Girgenti (KO al nono round), Evan Armstrong (ai punti), Tommy Glencross (ai punti) e Daniel Vermandere (ai punti).
Il 16 dicembre 1972 José Legrá riconquista la cintura mondiale a Monterrey per la versione WBC battendo il messicano Clemente Sánchez per Kot alla decima ripresa. Infligge all'avversario ben undici atterramenti: due volte al 1º round, tre volte al 2º, una volta al 6º, quattro volte al 9º e una volta al 10º. Secondo l'Associated Press ciò rappresenta un record.
Perde il titolo a Brasilia il 5 maggio 1973 contro il fuoriclasse brasiliano Éder Jofre, con due giudici che vedono l'avversario prevalere per cinque punti e il terzo il pareggio. Da quel momento la sua carriera inizia a declinare e termina per Kot alla prima ripresa a Managua sotto i pugni dell'astro nascente del pugilato mondiale Alexis Argüello, il 24 novembre 1973, a soli trent'anni.
È stato un pugile molto popolare in un'epoca in cui pugili come Pedro Carrasco, Urtain, Miguel Velázquez o Legrá avevano una fama simile agli astri del calcio del momento. Il suo palmarès è di 148 combattimenti, dei quali 133 vinti, 11 persi e 4 pari.

### Caratteristiche tecniche
José Legrá è stato un pugile di stile fine, che nei suoi combattimenti "ballava" costantemente sul ring,ciò produceva lo smarrimento dei suoi avversari e l'ammirazione degli affezionati. D'altro lato, il suo verbosità anteriore ai combattimenti, simile a quella del mitico Cassius Clay lo resero molto popolare in tutto il mondo. Di fatto, nel Regno Unito dove ha realizzato vari combattimenti e godeva dell'ammirazione della comprensione pubblica britannica, era conosciuto come "il piccolo Cassius Clay". In Spagna era invece soprannominato Il puma di Baracoa.

## Dopo il ritiro
Agli inizi degli anni 90 in Spagna, nell'appena creato canale Telecinco appare abitualmente in programmi di varietà come Tutti Frutti (programma di televisione) o Vip notte.

## Principali combattimenti
- 22 dicembre 1967, Madrid, Spagna. Sconfigge Yves Desmarets per KO tecnico in tre attacchi e si proclama campione di Europa del peso piuma.
- 24 dicembre 1968, Porthcawl, Paese di Galles, Regno Unito.Sconfigge Howard Winstone ed è proclamato campione del mondo WBC dei pesi piuma.
- 21 gennaio 1969, Londra, Regno Unito.Viene sconfitto per punti in quindici riprese da Johnny Famechon e perde la corona mondiale WBC dei pesi piuma.
- 26 giugno 1970, Madrid. Sconfigge Tommaso Galli, ai punti in quindici riprese ed è proclamato campione di Europa del peso piuma.
- 25 gennaio 1971, Londra. Batte Jimmy Revive ai punti in 15 round e mantiene la corona europea.
- 14 agosto 1971, Alicante, Spagna. Sconfigge Giovanni Girgenti e mantiene il titolo europeo.
- 15 febbraio 1972, Londra.. Vince contro Evan Armstrong e mantiene lo scettro europeo.
- 17 maggio 1972, Birmingham, Regno Unito. Vince su Tommy Glencross e mantiene il titolo di campione d'Europa.
- 6 ottobre 1972, Madrid. Vince contro Daniel Vermandere, per punti in 15 assalti, conservando il titolo europeo.
- 16 dicembre 1972, Monterrey, Messico. Vince su Clemente Sánchez ed è proclamato campione al mondo WBC dei pesi piuma.
- 5 maggio 1973, Brasilia, Brasile. Viene sconfitto da Éder Jofre ai punti in 15 riprese.